# The D.O.C.
The D.O.C., echte naam Tracy Lynn Curry (Dallas, 10 juni 1968), is een Amerikaanse rapper uit Dallas, Texas.
Voordat The D.O.C. naar Californië ging om met N.W.A te werken zat hij in de succesvolle rapgroep Fila Fresh Crew. Hij schreef teksten en rapte voor N.W.A's album Straight Outta Compton (1988). Ook nadat Ice Cube de groep verliet bleef N.W.A van hem onder de indruk en blijf hij af en toe aan N.W.A's muziek bijdragen. In 1989 bracht hij zijn debuutalbum, No One Can Do It Better, uit, geproduceerd door Dr. Dre.
Vlak nadat zijn debuutalbum was uitgebracht werden zijn stembanden beschadigd bij een auto-ongeluk, wat de rest van zijn carrière een obstakel voor hem zou vormen.
Nadat N.W.A uit elkaar ging verliet hij Ruthless Records en tekende hij bij Dr. Dre's Death Row Records. Hij droeg nog wel bij aan Dr. Dre's album The Chronic uit 1992.

## Privé
Tracy Lynn Curry heeft een dochter met zangeres Erykah Badu.